# Мариндол
Мариндол (словен. Marindol) — поселення в общині Чрномель, Південно-Східна Словенія, Словенія. Висота над рівнем моря: 238,3 м.